# Grabik Ilova
Grabik Ilova (cyr. Грабик Илова) – wieś w Bośni i Hercegowinie, w Republice Serbskiej, w gminie Prnjavor. W 2013 roku liczyła 530 mieszkańców.